# سیارک ۱۲۶۳۱۵
سیارک ۱۲۶۳۱۵ (به انگلیسی: 126315 Blathy، نامگذاری:2002AH130)۱۲۶۳۱۵مین سیارک کشف شده‌است که در ۱۳ ژانویه ۲۰۰۲ کشف شد.